# Adi Gotlieb
Adi Gotlieb (sinh ngày 16 tháng 8 năm 1992; tiếng Hebrew: אדי גוטליב), thường được gọi là Edi Gotlieb. Anh là một cầu thủ bóng đá người Israel hiện đang chơi cho câu lạc bộ FC Orenburg. Anh cũng có quốc tịch Nga với tên Eduard Eduardovich Gotlib (tiếng Nga: Эдуард Эдуардович Готлиб) và được đăng ký thi đấu tại Russian Premier League với tư cách như một cầu thủ Nga.

## Sự nghiệp
Ngày 5 tháng 8 năm 2019, anh gia nhập câu lạc bộ FC Orenburg của Nga.